# Saulchoy
Ne doit pas être confondu avec Le Saulchoy.
Saulchoy est une commune française située dans le département du Pas-de-Calais en région Hauts-de-France.
La commune fait partie de la communauté de communes des 7 Vallées qui regroupe 66 communes et compte 29 425 habitants en 2022.

## Géographie

### Localisation
Localisée dans le sud-ouest du département du Pas-de-Calais, Saulchoy est une commune bordée au sud-ouest par l'Authie et située, à vol d'oiseau, à 21 km à l'est des plages de la commune de Berck et à 14 km au sud-est de la commune de Montreuil-sur-Mer (chef-lieu d'arrondissement).
Le territoire de la commune est limitrophe de ceux de quatre communes, dont une, Argoules, dans le département de la Somme.
Les communes limitrophes sont Saint-Rémy-au-Bois, Argoules, Douriez et Maintenay.

### Hydrographie
Le territoire de la commune est situé dans le bassin Artois-Picardie.
Le territoire de la commune est aussi traversé par l'Authie, cours d'eau naturel de 108,18 km, qui prend sa source dans la commune de Coigneux, située dans le département de la Somme, et qui se jette dans la Manche entre les communes de Berck et de Fort-Mahon-Plage, limite le territoire communal au sud. C'est aussi la frontière avec le département de la Somme, et par le Saulchoy, cours d'eau naturel non navigable de 4,28 km, prend sa source de Gouy-Saint-André et se jette dans le canal de Dessèchement Amont au niveau de la commune,.

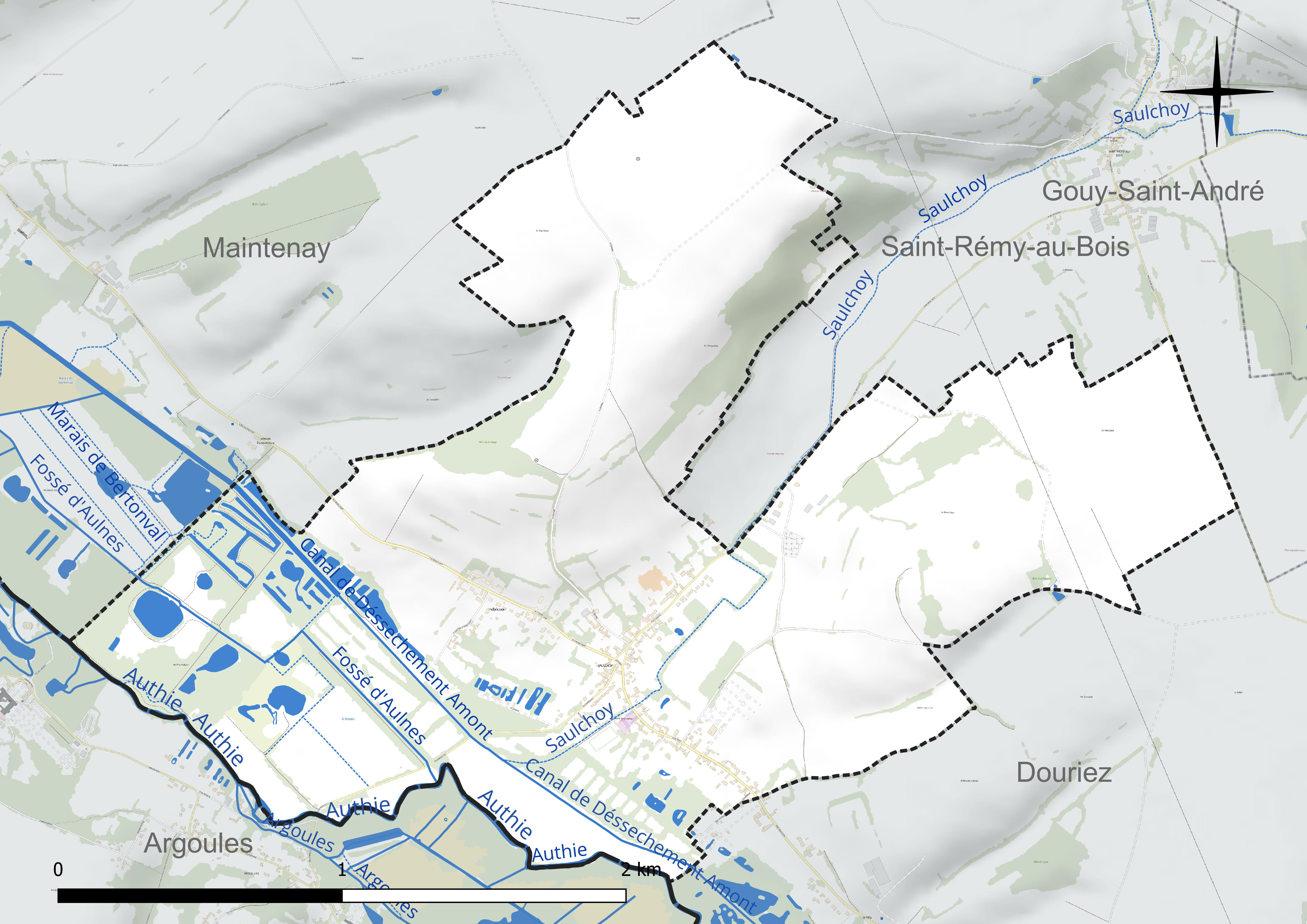
Réseau hydrographique de Saulchoy.

### Paysages
Pour un article plus général, voir Paysage en France.
La commune s'inscrit dans l'ouest du « paysage du val d’Authie » tel que défini dans l’atlas des paysages de la région Nord-Pas-de-Calais, conçu par la direction régionale de l'Environnement, de l'Aménagement et du Logement (DREAL),.
Ce paysage, qui concerne 83 communes, se délimite : au sud, dans le département de la  Somme par le « paysage de l’Authie et du Ponthieu, dépendant de l’atlas des paysages de la Picardie et au nord et à l’est par les paysages du Montreuillois, du Ternois et les paysages des plateaux cambrésiens et artésiens. Le caractère frontalier de la vallée de l’Authie, aujourd’hui entre le Pas-de-Calais et la Somme, remonte au Moyen Âge où elle séparait le royaume de France du royaume d’Espagne, au nord.
Son coteau Nord est net et escarpé alors que le coteau Sud offre des pentes plus douces. À l’Ouest, le fleuve s’ouvre sur la baie d'Authie, typique de l’estuaire picard, et se jette dans la Manche. Avec son vaste estuaire et les paysages des bas-champs, la baie d’Authie contraste avec les paysages plus verdoyants en amont.
L’Authie, entaille profonde du plateau artésien, a créé des entités écopaysagères prononcées avec un plateau calcaire dont l’altitude varie de 100 à 163 m qui s’étend de chaque côté du fleuve. L’altitude du plateau décline depuis le pays de Doullens, à l'est (point culminant à 163 m), vers les bas-champs picards, à l'ouest (moins de 40 m). Le fond de la vallée de l’Authie, quant à lui, est recouvert d’alluvions et de tourbes. L’Authie est un fleuve côtier classé comme cours d'eau de première catégorie où le peuplement piscicole dominant est constitué de salmonidés. L’occupation des sols des paysages de la Vallée de l’Authie est composée pour 70 % en culture.

### Climat
Pour des articles plus généraux, voir Climat des Hauts-de-France et Climat du Pas-de-Calais.
En 2010, le climat de la commune est de type climat océanique franc, selon une étude du CNRS s'appuyant sur une série de données couvrant la période 1971-2000. En 2020, Météo-France publie une typologie des climats de la France métropolitaine dans laquelle la commune est exposée à un climat océanique et est dans la région climatique Côtes de la Manche orientale, caractérisée par un faible ensoleillement (1 550 h/an) ; forte humidité de l’air (plus de 20 h/jour avec humidité relative > 80 % en hiver), vents forts fréquents.
Pour la période 1971-2000, la température annuelle moyenne est de 10,5 °C, avec une amplitude thermique annuelle de 12,8 °C. Le cumul annuel moyen de précipitations est de 867 mm, avec 12,7 jours de précipitations en janvier et 8,1 jours en juillet. Pour la période 1991-2020, la température moyenne annuelle observée sur la station météorologique la plus proche, située sur la commune de Humières à 26 km à vol d'oiseau, est de 10,9 °C et le cumul annuel moyen de précipitations est de 856,9 mm,. Pour l'avenir, les paramètres climatiques de la commune estimés pour 2050 selon différents scénarios d'émission de gaz à effet de serre sont consultables sur un site dédié publié par Météo-France en novembre 2022.

### Milieux naturels et biodiversité

#### Zones naturelles d'intérêt écologique, faunistique et floristique
L’inventaire des zones naturelles d'intérêt écologique, faunistique et floristique (ZNIEFF) a pour objectif de réaliser une couverture des zones les plus intéressantes sur le plan écologique, essentiellement dans la perspective d’améliorer la connaissance du patrimoine naturel national et de fournir aux différents décideurs un outil d’aide à la prise en compte de l’environnement dans l’aménagement du territoire.
Le territoire communal comprend deux ZNIEFF de type 1 : 
- les étangs et le marais de la Fontaine, d’une superficie de 57 hectares. Cette ZNIEFF s’étend sur la rive droite de l’Authie, dans le fond de la vallée. La majeure partie du marais est occupée par des prairies humides et, sur la partie ouest, par deux vastes étangs tourbeux[14] ;
- le marais d'Hébécourt et les prés Valloires à Saulchoy, d’une superficie de 86 hectares et d'une altitude variant de 8  à   13 mètres. Ce site est constitué de vastes prairies humides à inondables pâturées ou fauchées, de mares et d’étangs bordés de roselières, de mégaphorbiaies ou de bouquets de saules arbustifs, d’aulnaies inondables, mais aussi de plantations de peupliers[15].

et une ZNIEFF de type 2 : la basse Vallée de l’Authie et ses versants entre Douriez et l’estuaire. Cette ZNIEFF forme une longue dépression au fond tourbeux  et offre plus de 4 000 ha de marais, de prairies humides et d'étangs.

Carte des ZNIEFF de type 1 et 2 sur la commune
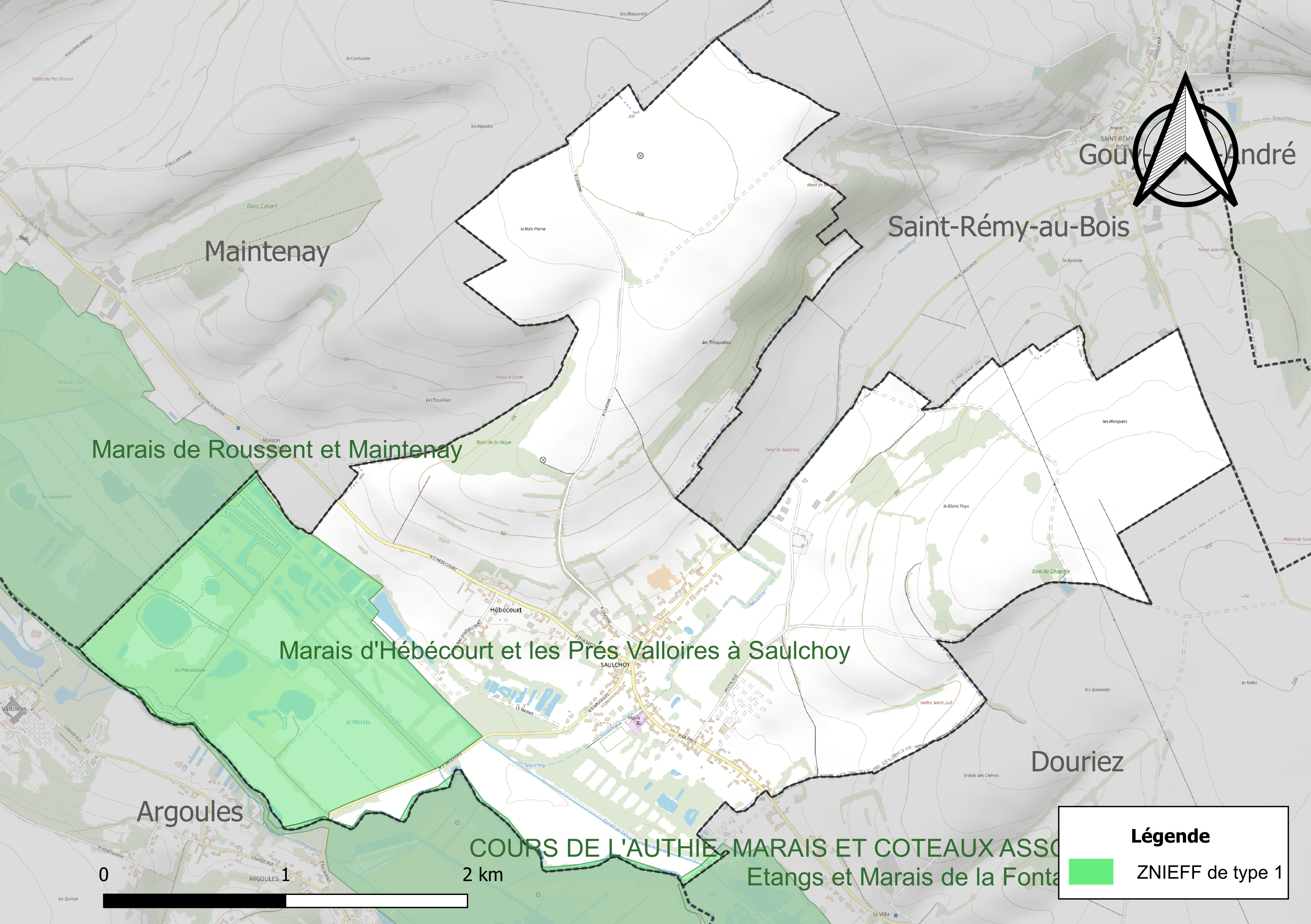
Carte des ZNIEFF de type 1 sur la commune.
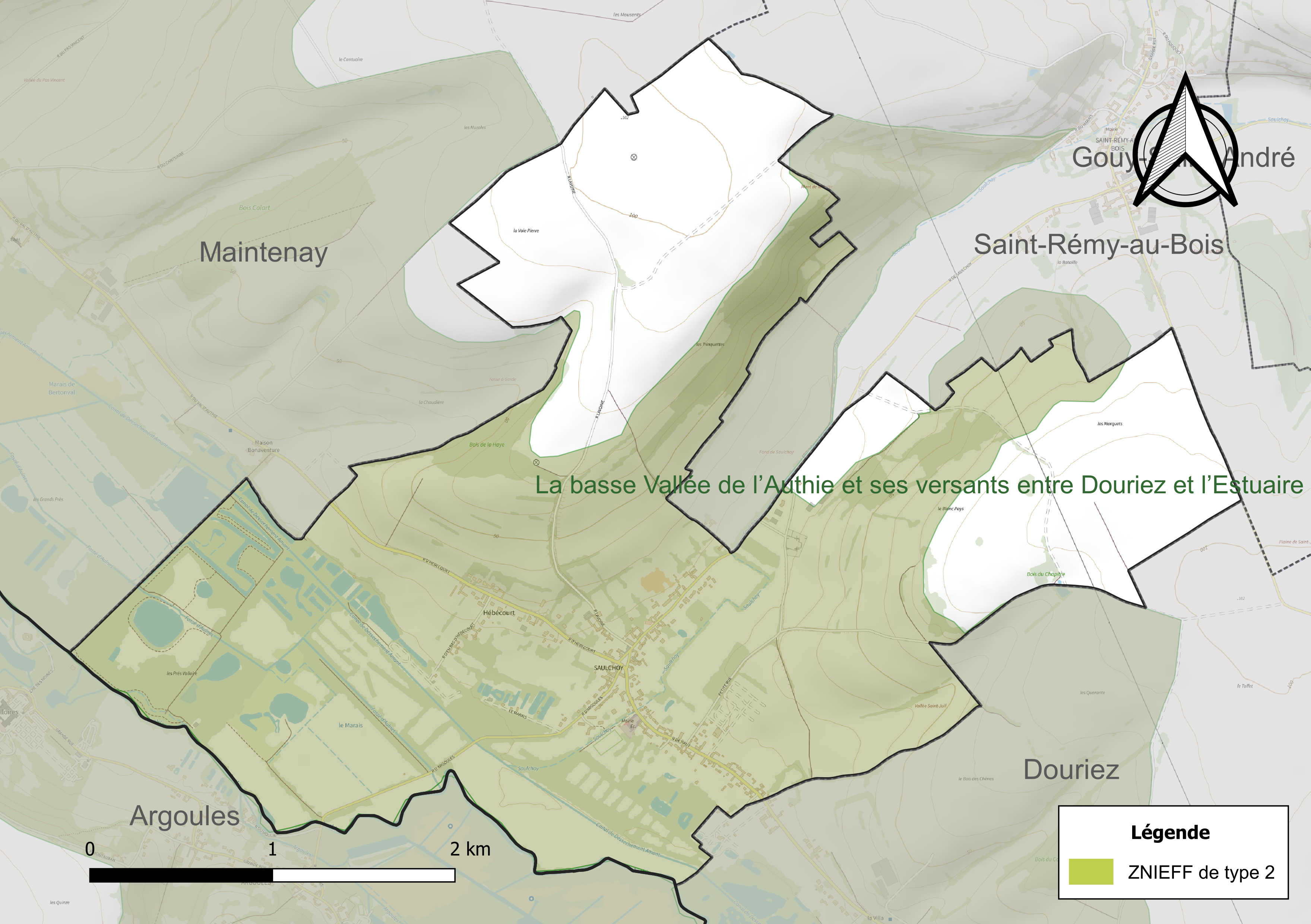
Carte de la ZNIEFF de type 2 sur la commune.

#### Site Natura 2000
Le réseau Natura 2000 est un réseau écologique européen de sites naturels d’intérêt écologique élaboré à partir des directives « habitats » et « oiseaux ». Ce réseau est constitué de zones spéciales de conservation (ZSC) et de zones de protection spéciale (ZPS). Dans les zones de ce réseau, les États membres s'engagent à maintenir dans un état de conservation favorable les types d'habitats et d'espèces concernés, par le biais de mesures réglementaires, administratives ou contractuelles.
Sur la commune, un site Natura 2000 de type B est défini en site d'importance communautaire (SIC) : les prairies et marais tourbeux de la basse vallée de l'Authie, d'une superficie de 307 hectares.

## Urbanisme

### Typologie
Au 1er janvier 2024, Saulchoy est catégorisée commune rurale à habitat dispersé, selon la nouvelle grille communale de densité à sept niveaux définie par l'Insee en 2022.
Elle est située hors unité urbaine et hors attraction des villes,.

### Occupation des sols
L'occupation des sols de la commune, telle qu'elle ressort de la base de données européenne d’occupation biophysique des sols Corine Land Cover (CLC), est marquée par l'importance des territoires agricoles (67,4 % en 2018), une proportion identique à celle de 1990 (67,4 %). La répartition détaillée en 2018 est la suivante : 
terres arables (56,1 %), zones humides intérieures (27,4 %), prairies (9,2 %), zones urbanisées (5,2 %), zones agricoles hétérogènes (2,1 %). L'évolution de l’occupation des sols de la commune et de ses infrastructures peut être observée sur les différentes représentations cartographiques du territoire : la carte de Cassini (XVIIIe siècle), la carte d'état-major (1820-1866) et les cartes ou photos aériennes de l'IGN pour la période actuelle (1950 à aujourd'hui).

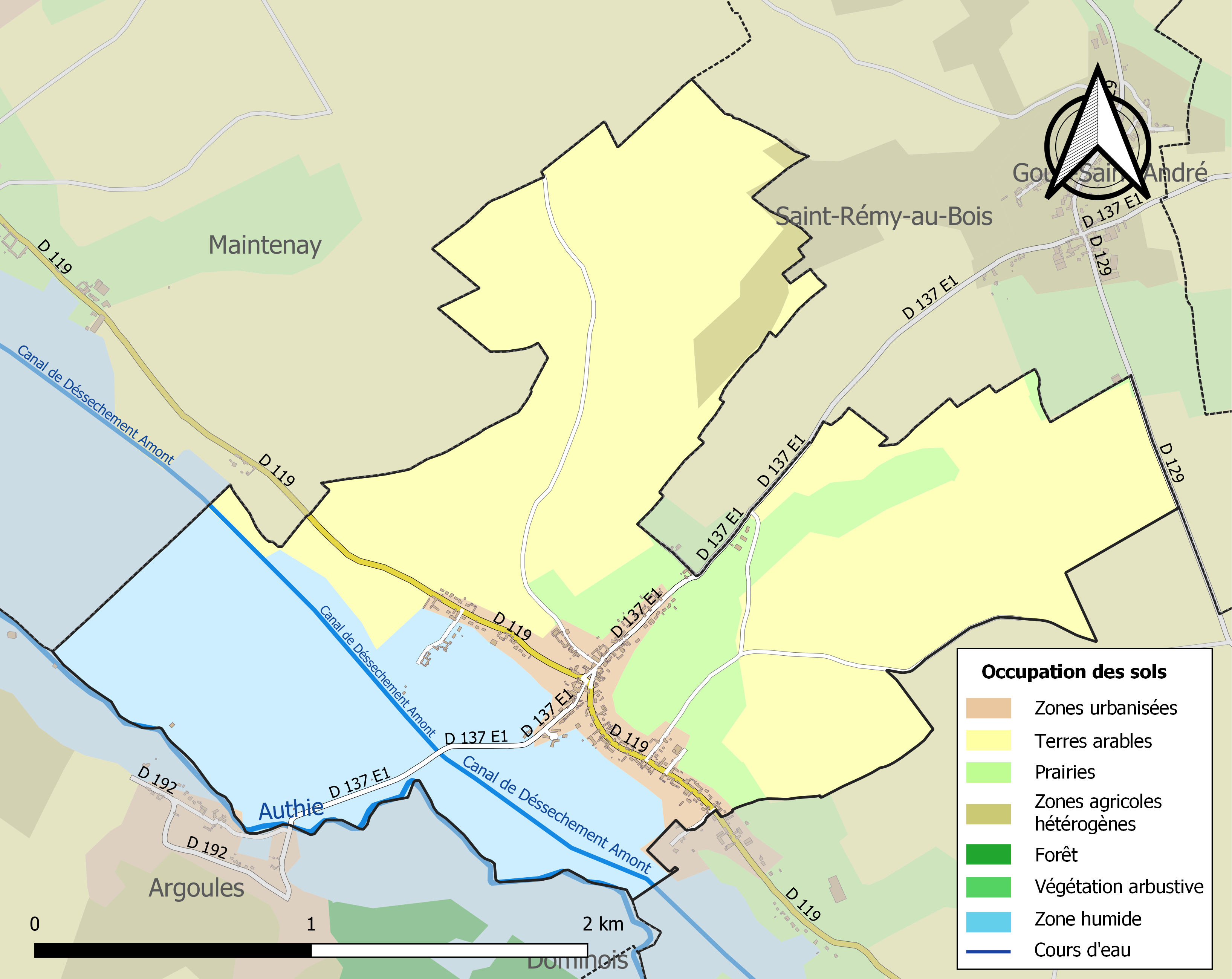
Carte des infrastructures et de l'occupation des sols de la commune en 2018 (CLC).

## Toponymie
Le nom de la localité est attesté sous les formes Salchoi (1168), Salcetum et Sauchium (1197), Saucheium (1197), Sauciacum (1218), Salcoi (1226-1227), Salceium (1242), Salcheium (1245), Salchem (1247), Salceyum (1248), Souchoi (1313), Le Saucoy (1341), Le Sauchoy (1372), Saulchoie (1431), Le Saulcoy (1613), Saulchoix (1762), Saulsoy-sur-Authie (XVIIIe siècle), Saulchoy (1789), Saulchoy (depuis 1793), Sauchoy et Saulchoy (1801).
La partie orientale du village de Saulchoy portait le nom de Helbecourt et la partie occidentale Querrieu,.
Il s'agit d'une formation toponymique en -ETU, suffixe collectif servant notamment à désigner un ensemble d'arbres appartenant à la même espèce. Il est noté -etum dans les textes médiévaux écrits en latin et son évolution phonétique a régulièrement donné -ei en ancien français, noté diversement -ey ou -ay dans les toponymes, -oi, -oy au nord et à l'est. Le suffixe français -aie, désignant un collectif d'arbres (saussaie, saulaie, chênaie) remonte à la forme féminine. Le premier élément Saulch- représente la forme picarde équivalente au français central saus(se) « saule ». Le nom du village signifie donc « endroit planté de saules ».

## Histoire
Le Kerrieu et Helbecourt formaient anciennement le principal noyau du village. Au treizième siècle, le nom du Saulchoy est adopté.
Évrard de Kerrieu paraît de 1139 à 1153 dans plusieurs actes relatifs aux domaines de Cugny.
Hugues de Hestruz, assisté de Robert Kiéret, Hugues de Goy, Eudes de « Dourehier », Robert de Soibermetz et autres seigneurs ses voisins, abandonne ses droits « apud Kerrin et Helbecourt », aux religieux de Saint-Josse-au-Bois, qui les cèdent, quatre ans après, à ceux de Marmoutiers.
Jean de Maintenay fonda le prieuré de Saint-Martin-en-Querrieu à Saulchoy, dépendance de Marmoutier (Marmoutier-les-Tours). Il s'étendait alors dans l'espace compris entre le marais, le rideau aux Quesnes et celui des Trinquettes, le sentier de Monstrelet qui conduit de Douriez à Montreuil et la chaussée Brunehaut. Lorsque ce prieuré fut détruit, on le transféra à Maintenay, peut-être vers 1180, alors que Guillaume 1er en était le seigneur. Le pourpris du Saulchoy fut donné en arrentement.
Jean de Beauffort (Famille de Beauffort) , de la commune actuelle de Saulchoy, combat et trouve la mort lors de la bataille d'Azincourt en 1415.
Au XVIe siècle, la seigneurie est toujours détenue par un Beauffort, Jean III.

## Politique et administration

### Découpage territorial
La commune se trouve dans l'arrondissement de Montreuil du département du Pas-de-Calais.

#### Commune et intercommunalités
La commune a fait partie, de 1996 à 2013, de la communauté de communes du val de Canche et d'Authie et, depuis le 1er janvier 2014, elle fait partie de la communauté de communes des 7 Vallées (7 Vallées comm) dont le siège est basé à Hesdin.

#### Circonscriptions administratives
La commune faisait partie du canton de Campagne-lès-Hesdin, depuis la loi du 22 décembre 1789 reprise par la constitution de 1791, qui divise le royaume (la République en septembre 1792), en communes, cantons, districts et départements.
Dans le cadre du redécoupage cantonal de 2014 en France, elle est maintenant rattachée, ainsi que toutes les communes de l'ancien canton de Campagne-lès-Hesdin, au canton d'Auxi-le-Château qui passe de 26 à 84 communes.

#### Circonscriptions électorales
Pour l'élection des députés, la commune fait partie, depuis 1986, de la quatrième circonscription du Pas-de-Calais.

### Élections municipales et communautaires

#### Liste des maires
| Période                                  | Période                    | Identité         | Étiquette | Qualité                                             |
| ---------------------------------------- | -------------------------- | ---------------- | --------- | --------------------------------------------------- |
| Les données manquantes sont à compléter. |                            |                  |           |                                                     |
| 1991                                     | 2014                       | Jean-Paul Hétroy |           |                                                     |
| mars 2014,                               | 2020                       | Monique Quenehen |           | Retraitée du monde agricole                         |
| 5 juillet 2020                           | En cours (au 7 avril 2022) | Solange Hétroy   |           | Ancienne artisan, commerçante, cheffe d'entreprise, |

## Équipements et services publics
→ Conseils pour la rédaction de cette section.

### Espaces publics
Le jury constitué pour le concours national des villes et villages fleuris a attribué deux fleurs à la commune.

### Enseignement
Au sein du regroupement pédagogique intercommunal (RPI) comprenant Saulchoy, Maintenay, et Saint-Rémy, l'école de Saulchoy accueille les enfants en classe de maternelle.
Une garderie fonctionne chaque jour de classe.
L'école comporte :
- un dortoir pour accueillir les enfants pendant la sieste ;
- des sanitaires ;
- et une cantine[38].  Sur le fronton de l’école on peut trouver la devise « Volonté. Probité. Devoir. Bonté. »

## Population et société

### Démographie
Les habitants de la commune sont appelés les Salciacois.

#### Évolution démographique
L'évolution du nombre d'habitants est connue à travers les recensements de la population effectués dans la commune depuis 1793. Pour les communes de moins de 10 000 habitants, une enquête de recensement portant sur toute la population est réalisée tous les cinq ans, les populations de référence des années intermédiaires étant quant à elles estimées par interpolation ou extrapolation. Pour la commune, le premier recensement exhaustif entrant dans le cadre du nouveau dispositif a été réalisé en 2005.

En 2022, la commune comptait 322 habitants, en évolution de +2,22 % par rapport à 2016 (Pas-de-Calais : −0,72 %, France hors Mayotte : +2,11 %).
| 1793 | 1800 | 1806 | 1821 | 1831 | 1836 | 1841 | 1846 | 1851 |
| ---- | ---- | ---- | ---- | ---- | ---- | ---- | ---- | ---- |
| 360  | 374  | 343  | 367  | 381  | 376  | 354  | 358  | 356  |

| 1856 | 1861 | 1866 | 1872 | 1876 | 1881 | 1886 | 1891 | 1896 |
| ---- | ---- | ---- | ---- | ---- | ---- | ---- | ---- | ---- |
| 369  | 375  | 362  | 394  | 410  | 392  | 363  | 329  | 373  |

| 1901 | 1906 | 1911 | 1921 | 1926 | 1931 | 1936 | 1946 | 1954 |
| ---- | ---- | ---- | ---- | ---- | ---- | ---- | ---- | ---- |
| 361  | 346  | 307  | 291  | 290  | 305  | 323  | 328  | 309  |

| 1962 | 1968 | 1975 | 1982 | 1990 | 1999 | 2005 | 2006 | 2010 |
| ---- | ---- | ---- | ---- | ---- | ---- | ---- | ---- | ---- |
| 274  | 262  | 220  | 233  | 260  | 292  | 336  | 347  | 304  |

| 2015 | 2020 | 2022 | - | - | - | - | - | - |
| ---- | ---- | ---- | - | - | - | - | - | - |
| 313  | 317  | 322  | - | - | - | - | - | - |

#### Pyramide des âges
En 2018, le taux de personnes d'un âge inférieur à 30 ans s'élève à 33,2 %, soit en dessous de la moyenne départementale (36,7 %). À l'inverse, le taux de personnes d'âge supérieur à 60 ans est de 24,9 % la même année, au niveau communal et départemental.
En 2018, la commune comptait 155 hommes pour 162 femmes, soit un taux de 51,10 % de femmes, légèrement inférieur au taux départemental (51,50 %).
Les pyramides des âges de la commune et du département s'établissent comme suit.
| Hommes | Classe d’âge | Femmes |
| ------ | ------------ | ------ |
| 0,6    | 90 ou +      | 2,5    |
| 4,5    | 75-89 ans    | 9,3    |
| 16,8   | 60-74 ans    | 16,0   |
| 20,0   | 45-59 ans    | 21,6   |
| 21,9   | 30-44 ans    | 20,4   |
| 18,1   | 15-29 ans    | 13,6   |
| 18,1   | 0-14 ans     | 16,7   |

| Hommes | Classe d’âge | Femmes |
| ------ | ------------ | ------ |
| 0,5    | 90 ou +      | 1,6    |
| 5,6    | 75-89 ans    | 8,9    |
| 16,7   | 60-74 ans    | 18,1   |
| 20,2   | 45-59 ans    | 19,2   |
| 18,9   | 30-44 ans    | 18,1   |
| 18,2   | 15-29 ans    | 16,2   |
| 19,9   | 0-14 ans     | 17,9   |

## Économie
→ Conseils pour la rédaction de cette section.

## Culture locale et patrimoine

### Lieux et monuments
- L'église Saint-Martin recèle des vestiges d'architecture du XIIIe siècle[38].
- Le monument aux morts, comportant 22 noms pour la seule Première Guerre mondiale[38].
- L'école communale sur le mur de laquelle on peut lire la devise « Volonté Probité Devoir Bonté ».

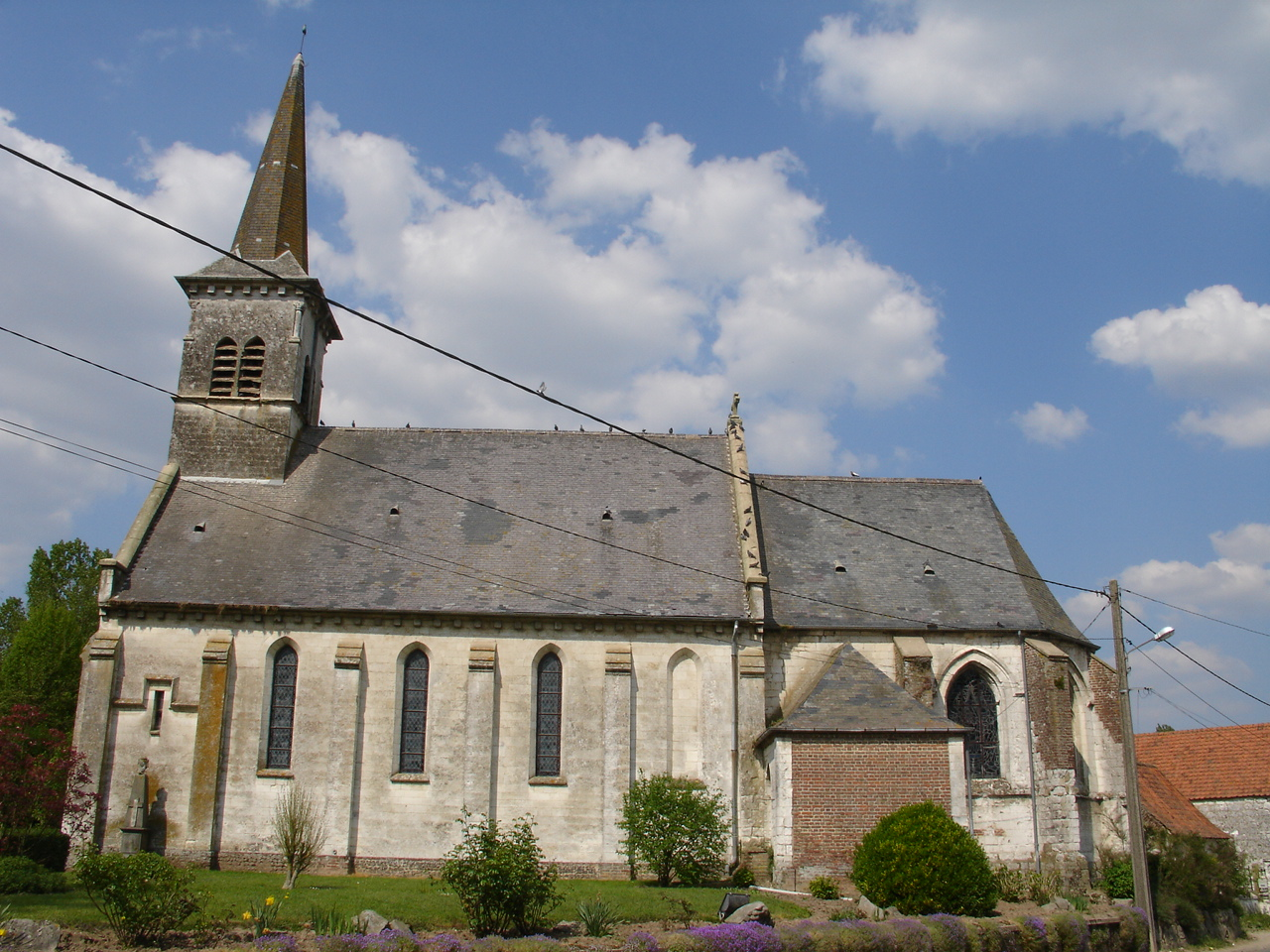
L'église Saint-Martin.
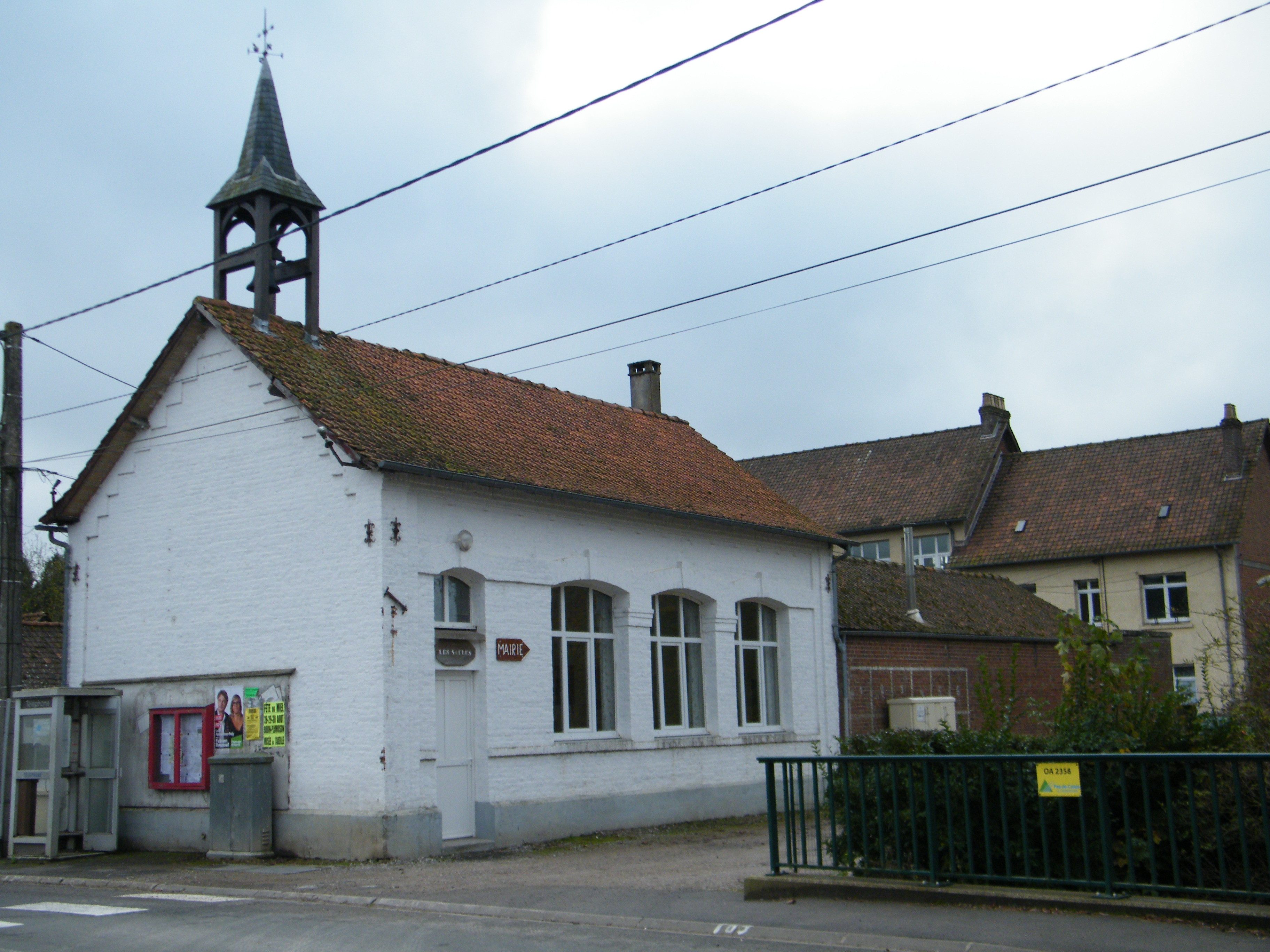
La salle communale Les Fauvettes.
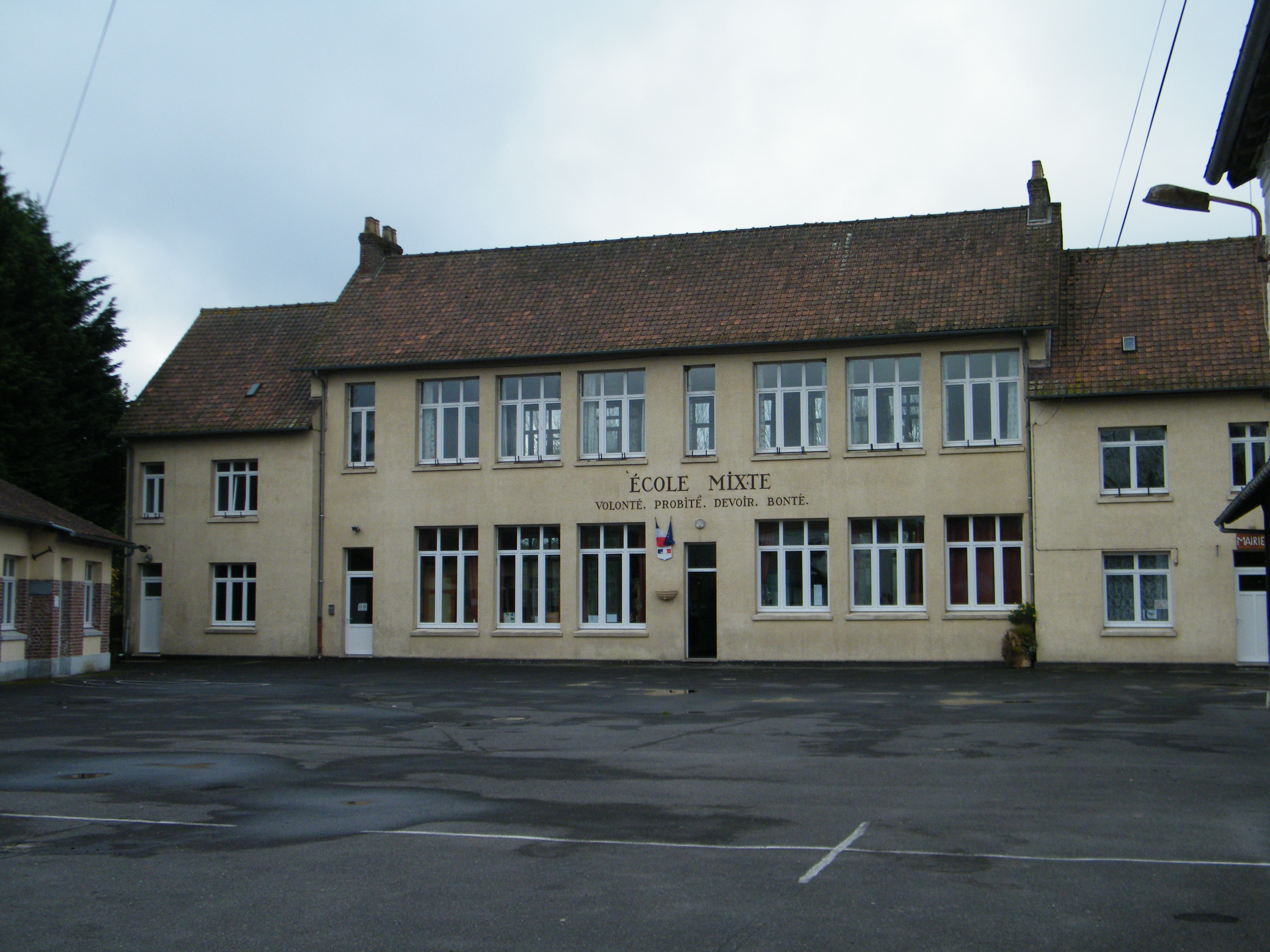
L'école.
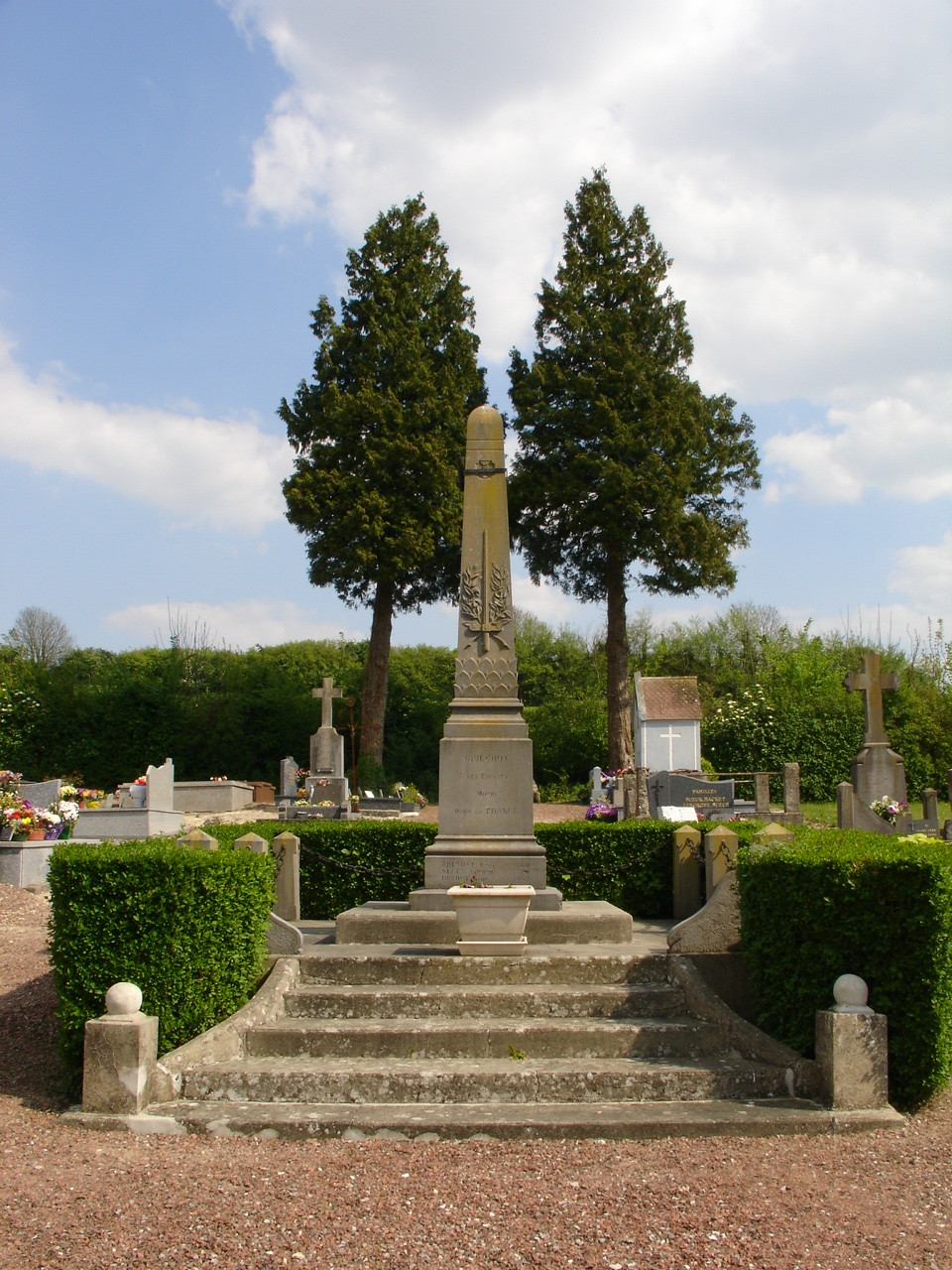
Le monument aux morts.

### Héraldique
| Blason de Saulchoy | Blason  | D'argent au saule de sinople; à la bordure d'azur. |
| Blason de Saulchoy | Détails |                                                    |

## Pour approfondir